# 有川良太
有川 良太 （ありかわ りょうた、1986年5月15日 - ）は、日本の俳優。東京都渋谷区出身。

## 来歴・人物
- 趣味・特技はサッカー、バスケットボール、スニーカー収集。

## 出演作品

### テレビドラマ
- ギラギラ（2008年、ABC/テレビ朝日）
- 世にも奇妙な物語 2008秋の特別編（2008年、フジテレビ）
- インディゴの夜　第38話（2010年、東海テレビ/フジテレビ）
- 蛇のひと （2010年、WOWOW）
- ジョーカー 許されざる捜査官 第6話（2010年8月17日、フジテレビ） - 窃盗団の一員 役
- 花嫁のれん（2010年、東海テレビ）

| スタブアイコン | サブスタブ | この項目は、まだ閲覧者の調べものの参照としては役立たない、俳優（男優・女優）に関連した書きかけの項目です。この項目を加筆・訂正などしてくださる協力者を求めています（P:映画/PJ芸能人）。 |